# Autostrade in Francia

Rete autostradale francese (2012)

Le autostrade francesi coprono un'estensione di circa 11.000 chilometri e su di esse vige un limite di velocità di 130 km/h, diminuito a 110 km/h in caso di avverse condizioni meteorologiche. Sono soggette al pagamento di pedaggio calcolato per le singole tratte, senza utilizzo di "bollini", e sono gestite da diverse società.

## Autostrade in esercizio
Le autostrade francesi in esercizio sono le seguenti:
| A 1  | Autostrada del Nord                       | Parigi - Lilla                                                          |
| A 2  | A2                                        | Cambrai - Belgio                                                        |
| A 3  | A3                                        | Parigi Porta di Bagnolet - A1 all'altezza di Garonor                    |
| A 4  | Autostrada dell'Est                       | Parigi Porta di Bercy - Strasburgo                                      |
| A 5  | A5                                        | Vert-Saint-Denis - Langres                                              |
| A 6  | Autostrada del Sole                       | Parigi Porta d'Italia - Lione Perrache                                  |
| A 7  | Autostrada del Sole                       | Lione (Perrache) - Marsiglia Porta d'Aix                                |
| A 8  | La Provenzale                             | La Fare-les-Oliviers - Italia                                           |
| A 9  | La Languedocienne/La Catalane             | (Orange - Narbona - Spagna)                                             |
| A 10 | L'Aquitania                               | Parigi (Wissous) - Bordeaux (Lormont)                                   |
| A 11 | L'Oceano                                  | Ponthévrard - Nantes                                                    |
| A 12 | Autostrada della Bretagna                 | Rocquencourt - Trappes                                                  |
| A 13 | Autostrada della Normandia                | Parigi Porta d'Auteuil - Caen                                           |
| A 14 | A14                                       | La Défense - Orgeval                                                    |
| A 15 | A15                                       | Villeneuve-la-Garenne - Cergy -Pontoise                                 |
| A 16 | L'Europea                                 | L'Isle-Adam - Belgio                                                    |
| A 19 | A19                                       | Sens - Artenay                                                          |
| A 20 | L'Occitana                                | Vierzon - Montauban                                                     |
| A 21 | La Rocade Minière                         | Liévin - Douchy-les-Mines                                               |
| A 22 | Autostrada del Nord                       | Villeneuve-d'Ascq - Belgio                                              |
| A 23 | A23                                       | Villeneuve-d'Ascq - Valenciennes                                        |
| A 25 | Autostrada Verso il Mare                  | Lilla - Bergues                                                         |
| A 26 | Autostrada degli inglesi                  | Troyes - Calais                                                         |
| A 27 | A27                                       | Villeneuve-d'Ascq - Belgio                                              |
| A 28 | A28                                       | Abbeville - Tours                                                       |
| A 29 | Autostrada degli Estuari                  | Le Havre (Beuzeville) - San Quintino                                    |
| A 30 | Autostrada della Valle del Fensch         | Uckange - Longwy                                                        |
| A 31 | Autostrada Lorena-Borgogna                | Beaune - Lussemburgo                                                    |
| A 33 | A33                                       | Nancy - Hudiviller - Lunéville                                          |
| A 34 | L'Ardennese                               | Reims - Charleville-Mézières (parzialmente in costruzione)              |
| A 35 | Autostrada delle Cicogne                  | Germania - Svizzera                                                     |
| A 36 | La Comtoise                               | Ladoix-Serrigny - Germania                                              |
| A 38 | A38                                       | Pouilly-en-Auxois - Digione                                             |
| A 39 | Autostrada verde                          | Digione - Bourg-en-Bresse                                               |
| A 40 | Autostrada dei Titani e Autostrada Bianca | Mâcon - Traforo del Monte Bianco                                        |
| A 41 | Autostrada Alpina                         | Ginevra - Grenoble                                                      |
| A 42 | A42                                       | Lione - Bourg-en-Bresse                                                 |
| A 43 | Autostrada della Moriana                  | Lione - Tunnel del Frejus                                               |
| A 46 | A46                                       | Anse - Givors                                                           |
| A 47 | A47                                       | Givors - Saint-Étienne                                                  |
| A 48 | Autostrada del Delfinato                  | Lione - Grenoble                                                        |
| A 49 | A49                                       | Grenoble - Valence                                                      |
| A 50 | Autostrada Est di Marsiglia               | Marsiglia - Tolone                                                      |
| A 51 | Autostrada della Valle della Durance      | Marsiglia - Claix                                                       |
| A 52 | A52                                       | Casello di La Barque sulla A8 - Aubagne                                 |
| A 54 | A54                                       | Nîmes - Salon-de-Provence                                               |
| A 55 | Autostrada del Litorale                   | Martigues - Marsiglia La Joliette                                       |
| A 57 | A57                                       | Tolone - Vidauban                                                       |
| A 61 | Autostrada dei Due Mari                   | Narbona Sud - Tolosa Sud                                                |
| A 62 | Autostrada dei Due Mari                   | Tolosa Nord - Bordeaux                                                  |
| A 63 | Autostrada della Costa Basca              | Bordeaux - Biriatou (Frontiera spagnola)                                |
| A 64 | La Pirenaica                              | Tolosa Ovest - Bayonne                                                  |
| A 66 | L'Ariegina                                | Villefranche-de-Lauragais - Pamiers Sud                                 |
| A 68 | La Tarnese                                | Tolosa Nord - Albi                                                      |
| A 71 | L'Arverne                                 | Orléans - Clermont-Ferrand                                              |
| A 72 | A72                                       | Saint-Étienne - Balbigny                                                |
| A 75 | La Meridiana                              | Clermont-Ferrand - Béziers                                              |
| A 77 | Autostrada dell'albero                    | Rosiers - Nevers                                                        |
| A 81 | L'Armoricana                              | Le Mans - La Gravelle                                                   |
| A 83 | Autostrada degli Estuari                  | Nantes - Niort                                                          |
| A 84 | Autostrada degli Estuari                  | Caen - Rennes                                                           |
| A 85 | A85                                       | Angers - Vierzon                                                        |
| A 86 | La Superperiferica                        | cintura della periferia interna di Parigi (parzialmente in costruzione) |
| A 87 | A87                                       | Angers - La Roche-sur-Yon                                               |
| A 89 | La Transeuropea                           | Lione - Bordeaux (parzialmente in costruzione)                          |

## Autostrade in progetto o in costruzione
| A 24  | A24                             | Amiens - Belgio (in costruzione)                                        |
| A 32  | A32                             | Toul - Lussemburgo (in progetto)                                        |
| A 34  | L'Ardennese                     | Reims - Charleville-Mézières (parzialmente in costruzione)              |
| A 44  | Tangenziale ovest di Lione      | (in progetto).                                                          |
| A 45  | A45                             | Lione - Saint-Étienne (in costruzione)                                  |
| A 53  | A53                             | (in progetto)                                                           |
| A 56  | A56                             | Salon-de-Provence - Fos-sur-Mer (in progetto)                           |
| A 58  | A58                             | Mandelieu-la-Napoule - Nizza Nord (in progetto)                         |
| A 65  | Autostrada della Guascogna      | Langon - Pau (in costruzione)                                           |
| A 79  | La Cévenole                     | Aeroporto di Lione Saint Exupéry - Narbona (in progetto)                |
| A 82  | La Bretone                      | Nantes - Brest (in progetto)                                            |
| A 86  | La Superperiferica              | cintura della periferia interna di Parigi (parzialmente in costruzione) |
| A 88  | A88                             | Caen - Sées (in costruzione)                                            |
| A 89  | La Transeuropea                 | Lione - Bordeaux (parzialmente in costruzione)                          |
| A 110 | A110                            | Ablis - Tours (in progetto)                                             |
| A 260 | A260                            | A26 - A16 (in progetto)                                                 |
| A 304 | L'Ardennese                     | La Francheville - Rocroi (in progetto)                                  |
| A 355 | Tangenziale Ovest di Strasburgo | Tangenziale Ovest di Strasburgo (in progetto)                           |
| A 406 | A406                            | A40 - RN 79 (in costruzione)                                            |
| A 507 | A507                            | A7 - A50 (in costruzione)                                               |
| A 831 | A831                            | Fontenay-le-Comte - Rochefort (in costruzione)                          |

## Diramazioni, bretelle e raccordi autostradali
In Francia sono caratterizzati da sigle a 3 numeri, e sono:
| A 103 | Diramazione di Villemomble      | A3 - Villemomble               |
| A 104 | La Francilienne                 | A1 - A4                        |
| A 105 | A105                            | RN 104 - Melun                 |
| A 106 | A106                            | A6 - Aeroporto di Parigi Orly  |
| A 115 | A115                            | A15 - RN 184 La Francilienne   |
| A 126 | A126                            | A6 - A10                       |
| A 131 | A131                            | A13 - Le Havre                 |
| A 132 | A132                            | A13 - Deauville - Trouville    |
| A 139 | A139                            | A13 - Rouen                    |
| A 140 | A140                            | A4 - Meaux                     |
| A 150 | A150                            | Rouen - Yvetot                 |
| A 151 | A151                            | Rouen - Dieppe                 |
| A 154 | A154                            | A13 - RN154                    |
| A 186 | A186                            | A3 - Montreuil                 |
| A 203 | A203                            | Charleville-Mézières - Glaire  |
| A 211 | A211                            | Lens - Méricourt               |
| A 216 | A216                            | Porto di Calais - A16 e A26    |
| A 311 | Circonvallazione Est di Digione | A31 - RN 274                   |
| A 314 | A314                            | A4 - RN 3                      |
| A 315 | La Metzina                      | A4 - RN 431                    |
| A 320 | A320                            | A4 - Germania                  |
| A 330 | A330                            | Nancy - RN 57                  |
| A 350 | A350                            | Strasburgo - Schiltigheim      |
| A 351 | A351                            | A35 - RN 4                     |
| A 352 | A352                            | A35 - Molsheim                 |
| A 401 | A401                            | A40 - Svizzera                 |
| A 404 | A404                            | A40 - Oyonnax                  |
| A 410 | A410                            | A40 - Allonzier-la-Caille      |
| A 411 | A411                            | A40 - Ginevra                  |
| A 430 | A430                            | A43 - Albertville              |
| A 432 | A432                            | A42 - A43                      |
| A 480 | A480                            | A48 - A51                      |
| A 500 | Bretella di Monaco              | A8 - Monaco                    |
| A 501 | A501                            | A50 - A52                      |
| A 502 | A502                            | A50 - RN 8                     |
| A 520 | A520                            | A52 - RN 560                   |
| A 557 | A557                            | A55 - A7                       |
| A 570 | A570                            | A57 - Hyères                   |
| A 620 | Tangenziale Ovest di Tolosa     | A61 - A62                      |
| A 621 | A621                            | A620 - RN 224                  |
| A 623 | A623                            | A620 - RN 113                  |
| A 624 | A624                            | A620 - RN 124                  |
| A 630 | Tangenziale di Bordeaux         | Tangenziale di Bordeaux        |
| A 641 | Diramazione di Peyrehorade      | A64 - RN 117                   |
| A 645 | A645                            | Montréjeau - A64               |
| A 660 | A660                            | A63 - Arcachon                 |
| A 680 | Bretella di Verfeil             | A68 - Verfeil                  |
| A 700 | Tangenziale Sud di Montpellier  | Tangenziale Sud di Montpellier |
| A 701 | A701                            | A10 - RN 20                    |
| A 711 | A711                            | A89 - Clermont-Ferrand         |
| A 712 | A712                            | A711 - RD 2089                 |
| A 714 | A714                            | A71 - RN 145                   |
| A 719 | Diramazione di Gannat           | A71 - RN 209                   |
| A 750 | A750                            | A75 - A9                       |
| A 811 | A811                            | A11 - Nantes                   |
| A 821 | A821                            | A11 - A844                     |
| A 837 | Autostrada degli Uccelli        | Rochefort - A10                |
| A 844 | Tangenziale Nord di Nantes      | A11 - A82                      |

## Tratte autostradali declassate o rinominate
| A 199 | A199                  | Torcy - Champs-sur-Marne (declassata a RD199)    |
| A 650 | A650                  | Pau - Oloron-Sainte-Marie (progetto abbandonato) |
| A 710 | Diramazione di Lussat | RD 69 - A71 (ora A89)                            |